# Скорбящий горец
«Скорбящий горец» — памятник землякам, погибшим в годы Великой Отечественной войны.
Во время Великой Отечественной войны поселение Кёнделен было захвачено фашистскими войсками в октябре 1942 года, и освобождено в начале 1943 года. Монумент установлен в память о земляках, отдавших жизнь в годы войны.
Инициатива увековечения памяти кёнделенцев, погибших на полях сражений, исходила от самих жителей села Кёнделен.
Автор памятника — скульптор Хамзат Крымшамхалов (1917—1985), архитектор — Мухарби Каркаев.